# Xenacanthus (риба)
Xenacanthus — рід вимерлих  хрящових риб родини Xenacanthidae ряду Xenacanthida з підкласу  пластинозябрових. З'явилися в пізньому девоні, вимерли в кінці тріасового періоду, близько 202 мільйонів років тому. Викопні різних видів знайдені по всьому світу.
Xenacanthus були прісноводними акулами. У довжину досягали 1 м. Будова тіла більше нагадує будову сучасного вугра.
Зуби мали V-подібну форму. Їжею швидше за все були дрібні ракоподібні.

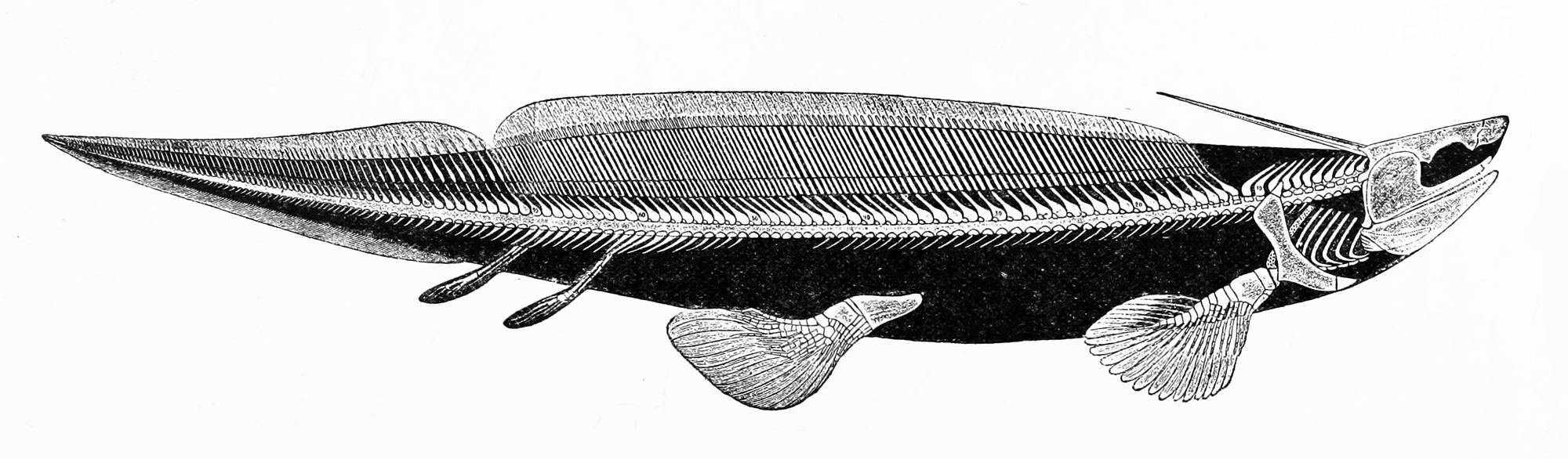
Реконструкція Xenacanthus decheni

## Види
- Xenacanthus atriossis
- Xenacanthus compressus
- Xenacanthus decheni
- Xenacanthus denticulatus
- Xenacanthus erectus
- Xenacanthus gibbosus
- Xenacanthus gracilis
- Xenacanthus howsei
- Xenacanthus laevissimus
- Xenacanthus latus
- Xenacanthus luedernesis
- Xenacanthus moorei
- Xenacanthus ossiani
- Xenacanthus ovalis
- Xenacanthus parallelus
- Xenacanthus parvidens
- Xenacanthus robustus
- Xenacanthus serratus
- Xenacanthus slaughteri
- Xenacanthus taylori